# Kärrsjön (Rumskulla socken, Småland)
Kärrsjön är en sjö i Vimmerby kommun i Småland och ingår i Motala ströms huvudavrinningsområde.